# Zwitsal
Zwitsal is een merk van het levensmiddelen- en cosmeticaconcern Unilever.

## Historie
Tijdens zijn jarenlange opleiding in Zwitserland kreeg de apothekersleerling Cor Jansen uit Apeldoorn een zalf waar - naar hij zelf mocht ervaren - een heilzame werking van uitging. Hij kreeg het recept mee van zijn leermeester en keerde daarmee in 1919 terug naar zijn geboorteplaats. Daar nam hij de pharmaceutische werkplaats van de recent overleden apotheker A.A. Bonnema over. Bonnema was sinds 1906 scheikundig bacterioloog van de Koninklijke boerderij 't Loo geweest en had vanaf 1911 een bescheiden inrichting ter bereiding van chemische preparaten. In 1920 startte Jansen daar met de fabricage van een eigen zalf en andere producten onder de naam van Bonnema. De zalf verscheen op de Nederlandse markt onder de naam Zwitsersche Salbe, in 1928 werd deze naam samengevoegd tot Zwitsal. De productie was succesvol: in 1932 verhuisde de onderneming naar een groter pand in Apeldoorn en werden de zaken omgezet in de N.V. Nederlandsche Fabriek van Pharmaceutisch-Chemische Producten v/h AA Bonnema, waarin ook de in 1924 door Jansen opgerichte apotheekzaak onder de naam Centraal Apotheek werd inbegrepen. Tot de producten behoorden morfine, cocaïne en dergelijke. In 1940 werd een tweede fabriek geopend.

## Naoorlogse groei
Na 1945 schakelde men over op een nieuwe grondstof voor de verdovende middelen, de gedroogde vruchtdoos van de papaver. De teelt daarvan vond vrijwel geheel binnen Nederland plaats. Daarnaast werd de productie van babyverzorgingsproducten uitgebreid. In 1964 trad de oprichter Jansen terug, het jaar daarop werd de onderneming onderdeel van AKZO. In 1970 werkten er 400 personen.
In 2011 sloot de fabriek in Apeldoorn; de productie werd verplaatst naar Polen. Het voormalige fabriekspand is nog altijd aanwezig in Apeldoorn en wordt gebruikt voor verschillende evenementen. Het wordt aangeduid als het Zwitsalterrein.

## Producten
Onder merknaam Zwitsal worden vooral huidverzorgingsproducten verkocht die bedoeld zijn voor baby's, peuters en kleuters. Ook wordt er Zwitsal deodorant en zeep voor ouderen op de markt gebracht. Alle producten van het merk hebben dezelfde kenmerkende geur.
Producten van Zwitsal worden sinds 1974 verkocht in een herkenbare gele verpakking. Het babyhoofdje is letterlijk het gezicht van het merk Zwitsal en is gebaseerd op de dochter van de oprichter.